# (14499) Satotoshio
(14499) Satotoshio est un astéroïde de la ceinture principale.

## Description
(14499) Satotoshio est un astéroïde de la ceinture principale. Il fut découvert le 15 novembre 1995 à Kitami par Kin Endate et Kazuro Watanabe. Il présente une orbite caractérisée par un demi-grand axe de 2,16 UA, une excentricité de 0,18 et une inclinaison de 5,0° par rapport à l'écliptique.